# Sanningen kommer om natten
Sanningen kommer om natten är ett album med Sarah Dawn Finer som gavs ut den 10 oktober 2012. De flesta låtarna är skrivna av Mauro Scocco och producerade av Johan Röhr. Albumet innehåller singlarna "Nu vet du hur det känns" och "Balladen om ett brustet hjärta".

## Låtlista
1. Tårar blir till guld - M.Scocco
2. Den andra kvinnan - M.Scocco
3. Balladen om ett brustet hjärta - M.Scocco
4. Med dig vid min sida - M.Scocco
5. Sagan om oss två (duett med Salem Al Fakir) - Sarah Dawn Finer, Salem Al Fakir
6. Vasastan - M.Scocco
7. Nu vet du hur det känns - M.Scocco
8. Stockholm om natten (med Näääk) - M.Scocco
9. Såna som jag - SDF & M.Scocco
10. Lova mig ingenting - Sarah Dawn Finer & Magnus Tingsek
11. Till dig - M.Scocco
12. Kärleksvisan (bonusspår, akustisk version) - Sarah Dawn Finer & Peter Hallström

## Listplaceringar
| Lista (2012) | Topplacering |
| ------------ | ------------ |
| Sverige      | 3            |

## Medverkande musiker
- Magnus Tingsek

### Fotnoter
1. ↑  Anders Nunstedt (11 oktober 2012). ”Sanningen kommer om natten” (på svenska). Expressen. https://www.expressen.se/noje/recensioner/musik/sarah-dawn-finer-sanningen-kommer-om-natten-9/. Läst 23 januari 2023.
2. ↑  ”Sanningen kommer om natten”. Hitparad. http://hitparad.se/showitem.asp?interpret=Sarah+Dawn+Finer&titel=Sanningen+kommer+om+natten&cat=a. Läst 16 november 2012.